# Larry Romanchych
Lawrence Brian „Larry“ Romanchych (* 7. September 1949 in Vancouver, British Columbia) ist ein ehemaliger kanadischer Eishockeyspieler, der im Verlauf seiner aktiven Karriere zwischen 1967 und 1978 unter anderem 305 Spiele für die Chicago Black Hawks und Atlanta Flames in der National Hockey League (NHL) auf der Position des rechten Flügelstürmers bestritten hat. Seinen größten Karriereerfolg feierte Romanchych jedoch in Diensten der Maine Mariners mit dem Gewinn des Calder Cups der American Hockey League (AHL) im Jahr 1978.

## Karriere
Romanchych verbrachte seine Juniorenzeit zwischen 1967 und 1969 in der Western Canada Hockey League (WCHL). Dort spielte der Stürmer zunächst eine Saison für die Brandon Wheat Kings, ehe er zum Ligakonkurrenten Flin Flom Bombers wechselte, mit dem er am Ende der Saison 1968/69 den President’s Cup, die Meisterschaftstrophäe der WCHL, gewann. Mit 19 Scorerpunkten in 18 Playoff-Einsätzen hatte er daran einen maßgeblichen Anteil. Folglich wurde er im NHL Amateur Draft 1969 in der zweiten Runde an 24. Stelle von den Chicago Black Hawks aus der National Hockey League (NHL) ausgewählt.
Mit Beginn der Saison 1969/70 stand der Kanadier bei den Chicago Black Hawks unter Vertrag, verbrachte die folgenden drei Jahre bis zum Sommer 1972 – mit der Ausnahme von zehn NHL-Einsätzen für Chicago in der Spielzeit 1970/71 – aber komplett bei deren Farmteam, den Dallas Black Hawks, in der Central Hockey League (CHL). Dort konnte er mit der Mannschaft in der Saison 1971/72 den Adams Cup erringen. Zum Erfolg steuerte er in zwölf Playoff-Spielen sieben Punkte bei. Anschließend wurde er ohne Aussicht auf einen Platz im NHL-Aufgebot Chicagos ungeschützt zum NHL Expansion Draft 1972 zugelassen, wo ihn das neu gegründete Franchise der Atlanta Flames auswählte.
Gleich zum Spieljahr 1972/73 gelang es dem Angreifer einen Stammplatz im Aufgebot seines neuen Arbeitgebers zu erhalten. Er sammelte 48 Scorerpunkte, die er im folgenden Jahr auf 51 steigerte. In der Saison 1974/75 folgte ein schwächeres Jahr, nachdem er aufgrund einer Knieverletzung länger ausgefallen war. Vor dem Beginn der Spielzeit 1976/77 wurde der 27-Jährige zunächst in die CHL abgeschoben, wo er für den Kooperationspartner Tulsa Oilers auflief. Erst gegen Saisonende fand der Stürmer den Weg zurück ins NHL-Aufgebot der Flames. Dennoch verlängerte Atlanta seinen Vertrag nach der Saison nicht, woraufhin sich Romanchych im Sommer 1977 als Free Agent den Maine Mariners aus der American Hockey League (AHL) anschloss. Diese führte er mit acht Treffern in den Playoffs zum Gewinn des Calder Cups. Nach dem Triumph beendete er kurz vor seinem 29. Geburtstag seine Karriere als Aktiver. Zwischen 1985 und 1987 war er kurzzeitig als Trainer in der British Columbia Junior Hockey League (BCJHL) tätig. 

## Erfolge und Auszeichnungen
- 1969 President’s-Cup-Gewinn mit den Flin Flon Bombers
- 1972 Adams-Cup-Gewinn mit den Dallas Black Hawks
- 1978 Calder-Cup-Gewinn mit den Maine Mariners

## Karrierestatistik
(Legende zur Spielerstatistik: Sp oder GP = absolvierte Spiele; T oder G = erzielte Tore; V oder A = erzielte Assists; Pkt oder Pts = erzielte Scorerpunkte; SM oder PIM = erhaltene Strafminuten; +/− = Plus/Minus-Bilanz; PP = erzielte Überzahltore; SH = erzielte Unterzahltore; GW = erzielte Siegtore; 1 Play-downs/Relegation; Kursiv: Statistik nicht vollständig)